# Grantessa intusarticulata
Grantessa intusarticulata är en svampdjursart som först beskrevs av Carter 1886.  Grantessa intusarticulata ingår i släktet Grantessa och familjen Heteropiidae. Inga underarter finns listade i Catalogue of Life.